# Brian Clough
Brian Howard Clough (Middlesbrough, 21 de marzo de 1935-Derby, 20 de septiembre de 2004) fue un jugador y entrenador inglés de fútbol, siendo uno de los cuatro únicos entrenadores que han ganado la liga inglesa con dos clubes diferentes.
Es conocido por sus éxitos como entrenador con equipos como el Derby County y el Nottingham Forest, a los que llevó desde la Segunda División de Inglaterra a ser de los mejores equipos de Europa de la época, consiguiendo dos veces la Copa de Europa con el Forest. Previamente, fue futbolista profesional en la posición de delantero, anotando 267 goles en 296 partidos en el Middlesbrough y el Sunderland, llegando a ser internacional con la selección inglesa. Una lesión de ligamento cruzado anterior le llevó a retirarse a los 29 años y provocó el inicio de su carrera como entrenador.
Sus declaraciones directas, arrogantes y en ocasiones polémicas, le llevaron a tener problemas con varios presidentes de los clubes en que estuvo, señalándose esta causa para no haber sido elegido seleccionador inglés. Padeció alcoholismo durante sus últimos veinte años de vida, recibiendo un trasplante de hígado en 2003. Murió el 20 de septiembre de 2004 debido a un cáncer de estómago.

## Infancia

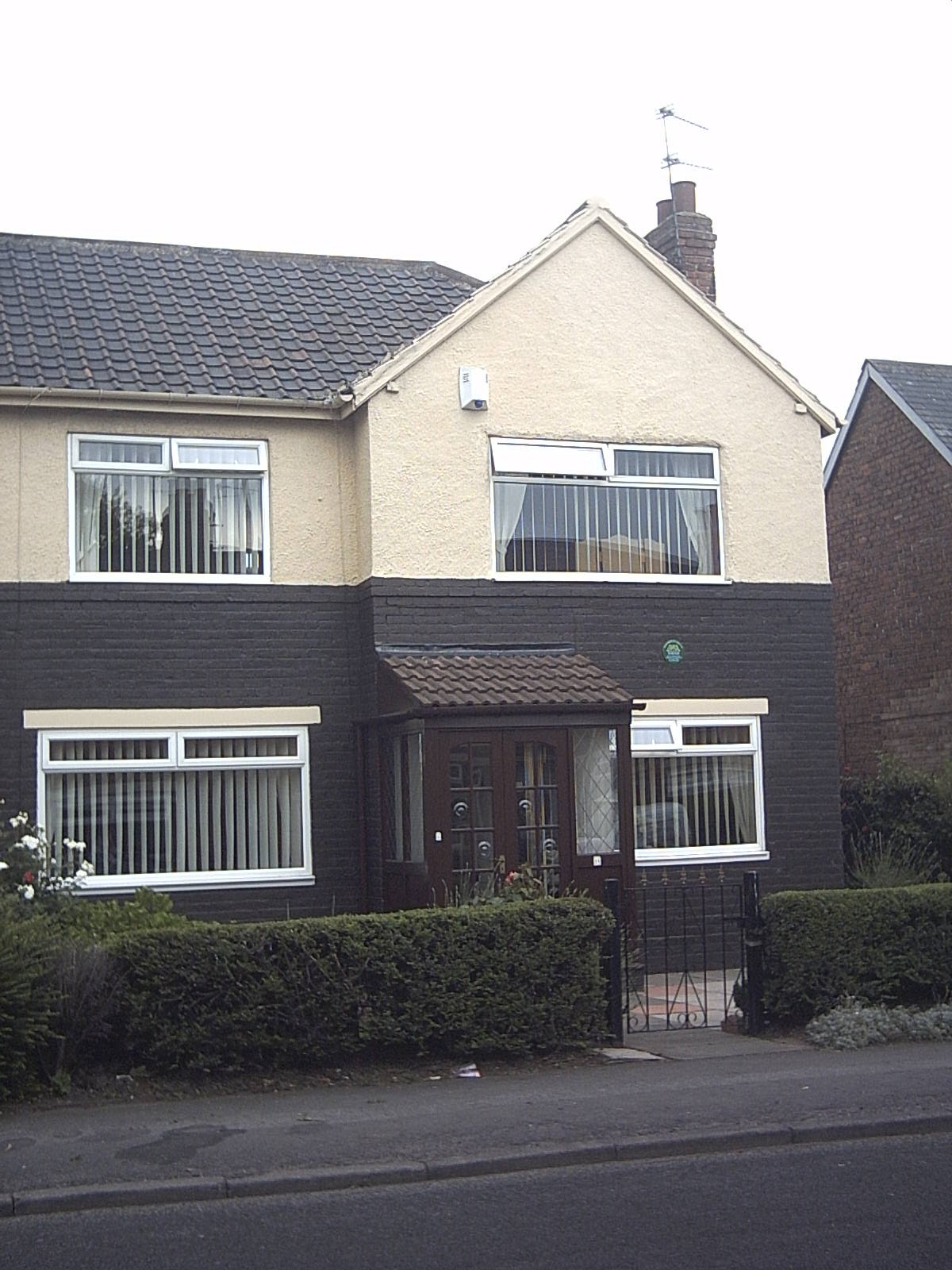
11 Valley Road, Grove Hill. Su casa de Middlesbrough.

Brian Clough nació el 21 de marzo de 1935 en el hogar de sus padres, Joseph y Sarah Clough, en el número 11 de Valley Road, en el barrio de Grove Hill en Middlesbrough, siendo el sexto de los nueve hijos que tendría el matrimonio. Su padre trabajó en una tienda de dulces, en una fábrica de azúcar y luego de gerente. La mayor de los hermanos, Elizabeth, murió de sepsis a la edad de cuatro años en 1927. Al hablar de su infancia, recuerda que «la adoraba en todos sus aspectos. Si alguien debería estar agradecido por su educación, por sus padres, esa persona soy yo. Yo era el niño que venía de una pequeña parte del paraíso». Sobre su educación en Middlesbrough, afirmó que «no era el lugar mejor equipado del mundo, pero para mí era el cielo. Todo lo que he hecho, todo lo que he logrado, todo lo que se me ocurre que ha dirigido y afectado mi vida, aparte de la bebida, surgió de mi infancia. Tal vez fue la visión constante de mi madre, con ocho niños que cuidar, trabajando desde la mañana hasta la noche, trabajando más duro de lo que tú y yo hemos trabajado».
Brian no aprobó el examen eleven-plus, que se realiza a los 11 años, y asistió a la Escuela Secundaria Moderna Marton Grove. En su autobiografía publicada en 2002, Cloughie: Walking on Water, admitió que descuidó su carrera académica en pro del deporte, aunque en la escuela llegó a ser delegado escolar. También dijo que cuando era joven, en lugar del fútbol, el criket fue su primer amor y que hubiera preferido anotar un siglo en Lord's que un hat-trick en Wembley. En 1950 dejó la escuela sin ninguna calificación para trabajar durante dieciocho meses de mensajero en la empresa ICI, y posteriormente llamado a realizar el servicio militar en la Real Fuerza Aérea, entre 1953 y 1955.

## Trayectoria como jugador
Clough jugó para el Billingham Synthonia antes de realizar el servicio militar donde logró anotar tres goles en cuatro partidos. Durante su reclutamiento, alternó jugar al fútbol en las fuerzas, aunque nunca fue seleccionado para el equipo nacional de la RAF, y para el tercer equipo del Middlesbrough mientras estaba de permiso, cobrando 7 libras por partido aparte de su retribución semanal del servicio militar.
Finalizada su etapa en la RAF, Clough volvió al Boro, donde logró asentarse en el primer equipo que por aquel entonces militaba en la Segunda División Inglesa, y anotó 204 goles en 222 partidos disputados a lo largo de seis temporadas, logrando anotar 40 goles o más durante cuatro temporadas consecutivas. Debido a su rendimiento, recibió regularmente varias solicitudes de transferencia, y mantenía una tensa relación con algunos de sus compañeros de equipo, en especial por la débil defensa, que concedió goles con la misma regularidad casi con la que lograba marcar. Tras un partido contra el Charlton Athletic que acabó en empate a 6, Clough preguntó sarcásticamente a sus compañeros de equipo cuántos goles debían marcar para ganar un partido. También acusó públicamente a algunos compañeros de apostar contra el equipo y encajar goles deliberadamente. Fue durante su etapa en Middlesbrough donde conoció al que sería uno de sus socios futuros en su exitosa etapa en los banquillos de varios clubes, el portero Peter Taylor. Clough logró jugar dos veces con la selección de Inglaterra, contra Gales el 17 de octubre de 1959, y Suecia el 28 de octubre de 1959, sin lograr anotar ningún gol.

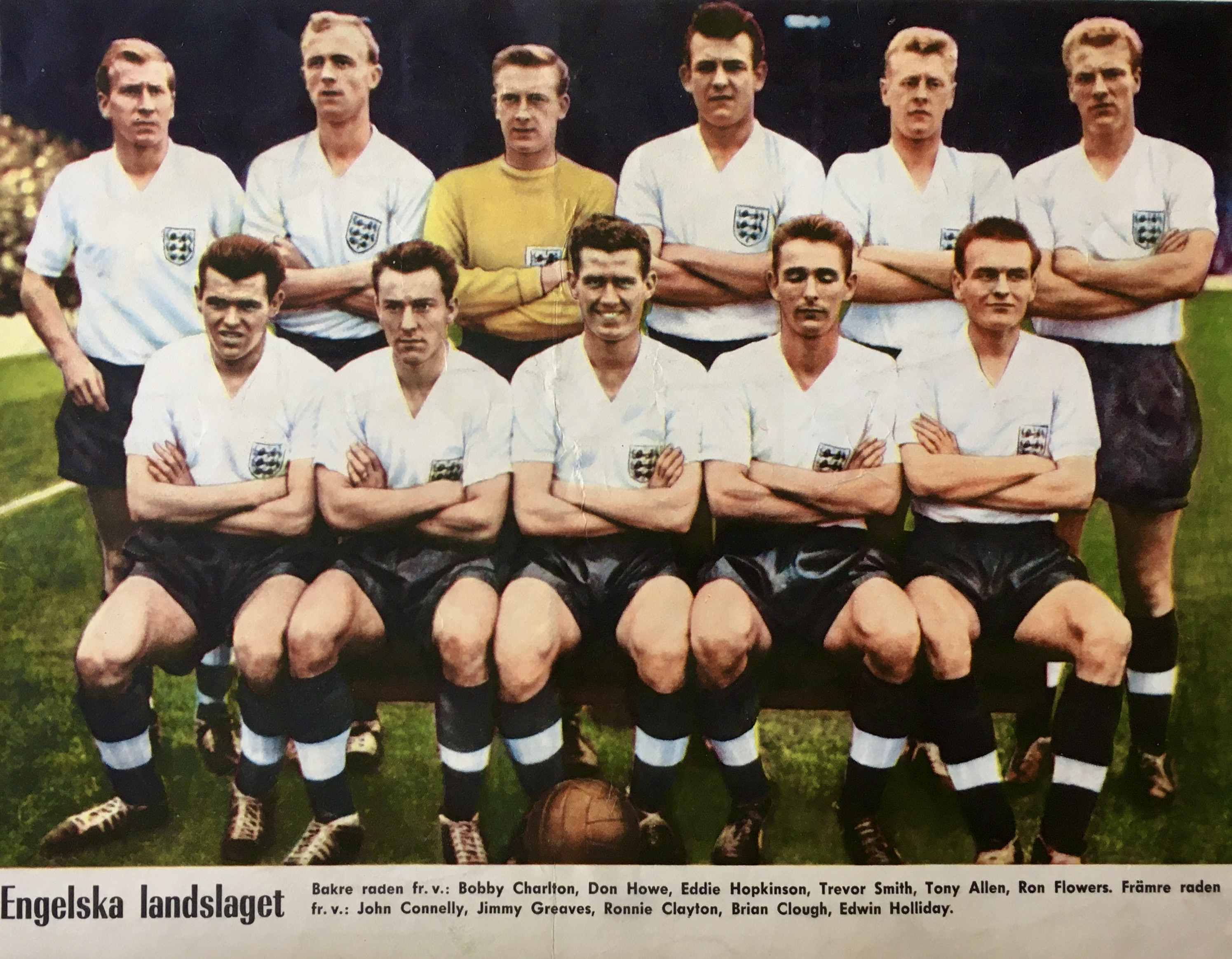
Clough (sentado el segundo desde la derecha) con la selección de Inglaterra en el estadio de Wembley, 28 de octubre de 1959.

En julio de 1961, una de las solicitudes de transferencia fue finalmente aceptada y se traspasó a los rivales locales del Middlesbrough, el Sunderland, por 55 000 libras. Allí continuó demostrando su olfato goleador, anotando 63 goles en 74 partidos. Durante la temporada 1962-63, Clough había anotado 24 goles en liga cuando llegó diciembre y el equipo peleaba por el ascenso. El 26 de diciembre de 1962, Boxing Day, y con una climatología adversa de lluvias torrenciales y heladas, mientras disputaban el partido de liga ante el Bury, Clough impactó contra el portero rival, Chris Harker, cuando se disponía a rematar el balón. Como consecuencia, Clough sufrió un traumatismo craneal leve contra el terreno congelado que le provocó una herida y, lo más grave, una rotura de ligamento cruzado anterior y de ligamento colateral tibial de su rodilla derecha, una lesión que en aquella época solía acabar con la carrera de un jugador. Clough se perdió el resto de la temporada en curso y la siguiente íntegra, en la que su equipo consiguió ascender a la Primera División. Tras dos años en el dique seco, logró debutar en la máxima categoría inglesa, disputando tan solo tres partidos y pudiendo anotar un gol. Finalmente, se retiró como jugador a la edad de 29 años debido a las secuelas que le produjo la lesión.
A finales de esa temporada, Clough tuvo un partido homenaje en Sunderland donde 31 000 espectadores vieron en el estadio Roker Park a un combinado de jugadores del Newcastle United y de la selección inglesa ganar 6-2 al Sunderland en el que jugó Clough con el dorsal 9 a pesar de su lesión, marcando simbólicamente su último gol desde el punto de penalti.
El entrenador de Clough en el Sunderland era Alan Brown, con un carácter disciplinario acreditado como una gran influencia en Clough. Brown inspiró miedo, impuso un estricto código de conducta y multaría a los jugadores por transgresiones menores. Una vez reprendió a Clough por hablar con un amigo durante una sesión de entrenamiento. Tales rasgos serían adoptados más tarde por el propio Clough cuando se convirtió en entrenador.
De los jugadores que han marcado más de 200 goles en las ligas inglesas, Clough tiene la proporción más alta de goles por partido (0.916), y tiene la segunda proporción más alta en la lista que incluye las ligas escocesas.

## Trayectoria como entrenador
A pesar de sus buenos números hasta la lesión, fue como entrenador cuando logró los éxitos que le hicieron más famoso. Comenzó en los banquillos del fútbol base del Sunderland en la temporada de su retiro, pero en la siguiente comenzó a dirigir al Hartlepools United (desde 1977 y actualmente Hartlepool United) de la cuarta división inglesa en 1965. Hasta 1993, año de su retiro, destacan sus etapas en el Derby County y en el Nottingham Forest, en las que, tomando el equipo en la Segunda División, consiguió llegar a ganar sendas ligas inglesas y, en el caso de los de The City Ground, dos veces el máximo trofeo continental, la Copa de Europa.

Si Dios hubiera querido que jugáramos al fútbol en las nubes, habría puesto hierba ahí arriba.
Brian Clough.

Como entrenador, Clough destacó sobre todo por su capacidad para motivar a sus jugadores. Su carácter tanto dentro como fuera de los terrenos de juego fue fundamental para lograr llevar a la gloria a dos equipos con jugadores de poco renombre, y varios de ellos reconocerían su habilidad para hacer que estos rindieran al máximo de sus capacidades. A pesar de ese temperamento, siempre fue un defensor del juego limpio y de los valores tradicionales del fútbol, por ejemplo prohibiendo a sus jugadores discutir con los árbitros. En cuanto a lo futbolístico, Clough difería del tradicional estilo inglés de fútbol directo y juego aéreo, caracterizándose por pedir a sus futbolistas un juego con el balón raso y por las bandas. Sus equipos solían tener un gran portero y una defensa sólida, en el medio campo primaba el esfuerzo sobre la calidad y su juego no era especialmente vistoso, pero sí efectivo.

### «Hey, puedo entrenar»
Después de tomar la decisión de retirarse a los 29 años, el por entonces mánager del Sunderland, George Hardwick, le ofreció quedarse en el club entrenando a un equipo de las categorías inferiores. La experiencia fue buena y Clough obtuvo al final de ese mismo año el título de entrenador de la FA. En ese momento se le ofreció el banquillo del Hartlepools United, que por entonces jugaba en la cuarta división del sistema de ligas inglés. Eso convirtió a Clough en el entrenador más joven de la English Football League de entonces.

### Hartlepools United
Clough llegó al Hartlepools United en octubre de 1965, con la liga ya empezada y en un momento en que el equipo estaba mal situado al llevar 7 puntos en las 8 jornadas disputadas hasta entonces. Inmediatamente tras la llegada al club, pidió a Peter Taylor, que por entonces dirigía al Burton Albion, que se uniera a él como su asistente. Taylor marcó la vida de Clough tanto en lo personal como en lo profesional. No sólo fueron íntimos amigos sino que como ayudante formaron un tándem en diversos equipos a lo largo de la mayoría de los años de la carrera de ambos.
El equipo era una constante en la parte baja de la clasificación, habiendo terminado cinco veces penúltimo en la cuarta división durante las últimas seis temporadas disputadas hasta entonces. La economía del club era tan frágil que el mismo Clough recorrió los pubs locales intentando recaudar dinero para mantener el club a flote e incluso llegó a solicitar una licencia de conductor de autocar para transportar al equipo en los partidos a domicilio. El equipo finalizó la temporada en 18.ª posición, salvándose así del descenso.
El 15 de noviembre de 1966, el por entonces presidente del club, Ernest Ord, que era conocido por realizar juegos psicológicos con los entrenadores, despidió al asistente y amigo de Clough, Peter Taylor, alegando que ya no podía asumir su salario. Clough se opuso al despido, por lo que acabó también despidiéndole a él. Sin embargo, hubo un "golpe de estado" en la junta directiva donde los demás miembros se negaron a ratificar ambos despidos y, en su lugar, se concretó la destitución de Ord como presidente. Tanto Clough como Taylor fueron reincorporados al momento.
El rendimiento del equipo mejoró gradualmente y acabó en un meritorio octavo lugar al término de la temporada 1966-67. El equipo contó con dos jugadores que jugarían para Clough en otros clubes en el futuro: Les Green, portero que formaría parte durante la promoción de ascenso del Derby County en 1969, y un John McGovern de tan solo 16 años, que acompañaría a la dupla de entrenadores como jugador durante casi toda su carrera y que acabaría levantando como capitán del Nottingham Forest las dos únicas Copas de Europa logradas por el club hasta la actualidad.
En mayo de 1967, los dos hombres se unieron al Derby County de la Segunda División como entrenador y asistente, y en la temporada siguiente, el Hartlepools ascendería por primera vez en su historia.

### Derby County
Clough y Taylor se marcharon a Derby en 1967. Allí se encontraron con un Derby County que llevaba diez años seguidos en la Segunda División. Nada más llegar, llevaron a cabo una serie de cambios importantes —tanto deportiva como extradeportivamente— para poner el equipo a su medida, como los fichajes de jugadores como Roy McFarland, Alan Hinton o John O'Hare. En la primera temporada finalizaron en la 18.ª plaza, un puesto por debajo que la anterior, pero sentaron las bases de un equipo que en la temporada siguiente —1968-69—, con refuerzos como Dave Mackay, Willie Carlin o los citados Les Green y John McGovern, ascendió como campeón a la Primera División, logrando a su vez el récord del club de 22 partidos seguidos sin perder. De la plantilla que se encontraron inicialmente, fueron once los jugadores que se marcharon, reteniendo a tan solo cuatro: Kevin Hector, Alan Durban, Ron Webster y Colin Boulton. Clough también despidió al secretario del club, al jardinero y al jefe de ojeadores, junto con dos damas del té que sorprendió riendo tras una derrota del equipo.
Clough era universalmente visto como un entrenador duro pero justo, que insistía en el juego limpio de sus jugadores y no toleraba preguntas estúpidas de la prensa. Insistió en ser llamado "Sr. Clough" y se ganó un gran respeto de sus compañeros por su capacidad para convertir un partido en su ventaja y la de su equipo.
En el primer año en la Primera División, el Derby finalizó en la cuarta plaza, consiguiendo la mejor clasificación del club desde 1949 y clasificándose para disputar una competición europea. Sin embargo, el club fue sancionado sin participar en ella y con una multa de 10 000 libras debido a irregularidades financieras. Clough, fiel a su estilo, reaccionó a esto contratando, sin avisar a su presidente, a Colin Todd por 170.000 libras, siendo el fichaje más caro del Derby y del fútbol británico hasta entonces. Además, también se había hecho con los servicios del escocés Archie Gemmill por 50.000 libras, otro jugador que también estaría ligado a Clough y Taylor más adelante.

Dicen que Roma no se construyó en un día, pero porque yo no estaba dirigiendo aquel trabajo.
Brian Clough.

El Derby finalizó 9.º en la temporada siguiente, la que sería la antesala del primer título liguero de su historia. Fue en la temporada 1971-72 en la que, a pesar de la marcha de Dave Mackay (ese año compatibilizó su última temporada como jugador con la primera como entrenador en el Swindon Town) o la gripe que sufrió Roy McFarland, llegó a la recta final de la liga jugándose el campeonato con el Liverpool y el Leeds United. Tras ganar 1-0 al Liverpool en Baseball Ground, el Derby County había finalizado la liga pero a los de Anfield y al Leeds aún les quedaba un partido, en el que bastaba con que el Liverpool ganara o el Leeds puntuara para superar a los carneros en la clasificación. A pesar de la tensión y de las remotas posibilidades de lograr el título, Clough envió a los jugadores con Taylor a celebrar la temporada a Cala Millor (Mallorca), mientras él disfrutaba con su familia en las islas Sorlingas. Allí, el 8 de mayo de 1972, se enteraron del empate del Liverpool en Highbury frente al Arsenal y de la derrota del Leeds por 2-1 contra el Wolverhampton Wanderers, resultados que les hacían campeones.
|   |              | PJ | PG | PE | PP | GF | GC | Prom.G | Pts |
| - | ------------ | -- | -- | -- | -- | -- | -- | ------ | --- |
| 1 | Derby County | 42 | 24 | 10 | 8  | 69 | 33 | 2.091  | 58  |
| 2 | Leeds United | 42 | 24 | 9  | 9  | 73 | 31 | 2.355  | 57  |
| 3 | Liverpool    | 42 | 24 | 9  | 9  | 64 | 30 | 2.133  | 57  |

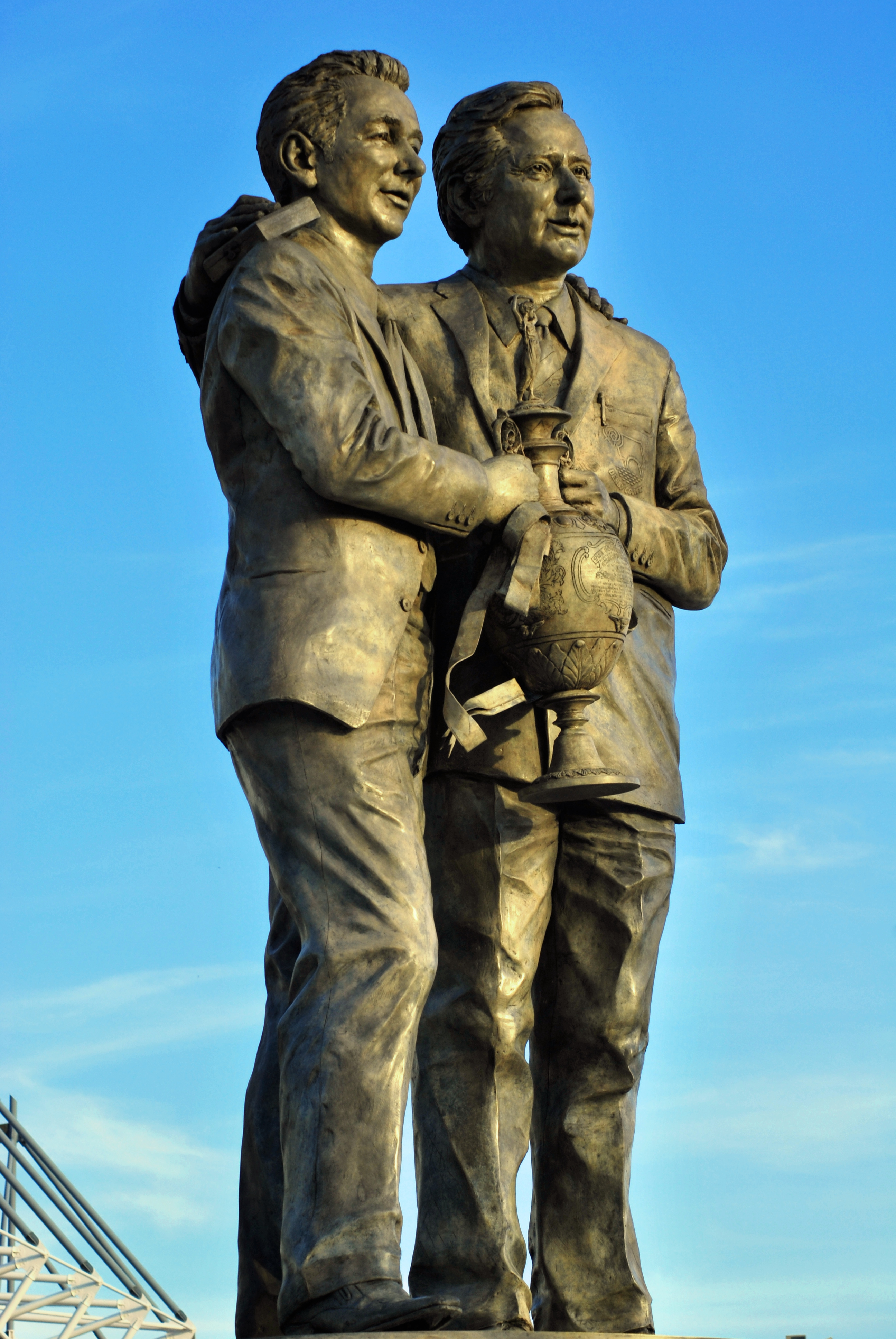
Estatua de Brian Clough y Peter Taylor en Pride Park.

Paradójicamente, tras lograr el hasta entonces mayor éxito de la historia del club, empezaron los problemas con la directiva del Derby County. Anteriormente, el 27 de abril de 1972, menos de dos semanas antes de lograr el título de liga, Clough y Taylor habían renunciado brevemente por unas horas para dirigir al Coventry City antes de cambiar de opinión después de que Longson les ofreciera más dinero. En la pretemporada de la campaña siguiente, Clough se negó a hacer una concentración en los Países Bajos y Alemania Occidental si no podía llevar a su familia con él. El presidente del Derby, Sam Longson, no accedió y Brian no fue con el equipo, dejando a Taylor a cargo. Además, Clough volvió a fichar a un jugador, David Nish, sin comunicárselo a la directiva, con el que se volvió a establecer el récord del fichaje más caro tras pagarle al Leicester City 225 000 libras. Clough también realizó unas polémicas declaraciones contra su propia afición tras una victoria en casa frente al Liverpool por 2-1: «Sólo empezaron a cantar al final, cuando ya íbamos ganando por un gol. Quiero oírlos cuando estemos perdiendo. Son vergonzosos». Longson no aprobó las declaraciones y pidió disculpas a la afición.
Esa temporada de 1972-73, el Derby County alcanzó las semifinales de la Copa de Europa en las que cayó en la ida frente a la Juventus por 3-1 en un partido lleno de polémica. Helmut Haller, jugador alemán de la Juventus, fue visto entrando al vestuario del árbitro, que también era alemán, en el descanso. Dos jugadores clave del Derby County que estaban en riesgo de ser suspendidos por acumulación de tarjetas, Gemmill y McFarland, fueron amonestados polémicamente, causando baja para la vuelta. Clough reaccionó tras el partido arremetiendo contra los periodistas italianos cuando estos pretendieron entrevistarlo: «no voy a hablar para esos bastardos tramposos», al mismo tiempo que les recordaba la supuesta falta de valor de los italianos en la Segunda Guerra Mundial. Tales declaraciones fueron duramente criticadas por los diarios The Times y The Guardian debido a que no sólo comprometían la imagen del club, sino la del fútbol inglés en general, pidiéndole al entrenador que se disculpase.
La polémica continuó en la vuelta, cuando Francisco Marques Lobo, árbitro portugués de la misma, denunció ante la UEFA que Deszo Szolti le había intentado comprar para favorecer a la Juventus. La UEFA organizó una investigación y castigó a Szolti, pero exculpó a la Juventus al considerar que el húngaro no tenía relación con el entonces director deportivo del club italiano, Italo Allodi, y actuaba por propia voluntad. El periodista inglés, Brian Glanville, denunció en varias ocasiones que la conexión entre Allodi y Szolti existía desde mediados de la década de 1960 cuando el primero trabajaba para el Internazionale, aunque nunca pudo demostrarlo.
El partido de vuelta finalizó 0-0 tras la expulsión del delantero centro del Derby, Roger Davies, y un penalti fallado por Hinton. El Derby County quedó eliminado de la Copa de Europa el día del cumpleaños de Clough, y poco después, este recibió la noticia del fallecimiento de su madre debido a un cáncer.
El 5 de agosto de 1973, Clough puso su nombre a un artículo en el Sunday Express titulado "Pondría al Leeds en la División Dos - Brian Clough azota a los jefes del fútbol por dejar escapar a los 'chicos malos' de Don Revie", que atacó el historial disciplinario del Leeds United, afirmando que Revie debería ser multado por alentar a sus jugadores en su comportamiento antideportivo y relegar al equipo a la Segunda División. Clough también dijo que «los hombres que dirigen el fútbol han perdido la oportunidad más maravillosa de limpiar el juego de una vez» y continuó diciendo: «El problema con el sistema disciplinario del fútbol es que aquellos que juzgaron ser funcionarios de otros clubes bien podrían tener un interés personal». Días después, Clough fue acusado de desprestigiar el juego, pero fue absuelto el 14 de noviembre después de haber renunciado más tarde al Derby.
En septiembre de 1973, Clough volvió a hacer una oferta sin informar al consejo de administración, esta vez viajando personalmente al estadio del West Ham United para adquirir a Bobby Moore, un jugador que admiraba desde hacía mucho, y Trevor Brooking, por los que estaba dispuesto a pagar 400 000 libras. El entrenador del West Ham, Ron Greenwood, informó a Clough que ninguno de los dos estaba disponible, pero que de todos modos pasaría su oferta a su junta directiva. Longson se enteró cuatro meses más tarde en una conversación con el secretario de los hammers, Eddie Chapman. La relación con el presidente ya estaba muy deteriorada, y en octubre de 1973 vino el fin de la etapa de Clough y Taylor en Derby. Primero, Longson propuso su cese al consejo el día 11, pero no obtuvo el apoyo suficiente. A principios de esa semana, Longson había exigido a Clough dejara de escribir artículos de periódicos y hacer apariciones en televisión, y prohibió que Clough y Taylor bebieran alcohol en las instalaciones. Dos días más tarde, después de una victoria por 0-1 ante el Manchester United en Old Trafford, el directivo Jack Kirkland arremetió contra el papel de Peter Taylor en el equipo, y le instruyó para que se reuniera con él en el campo dos días después para explicarlo. El mismo día, Longson acusó a Clough de hacer una señal en V a Matt Busby y al presidente Louis Edwards y le exigió que se disculpara. Clough se negó, y admitió más tarde que hizo una señal en V, pero estaba dirigido a Longson, no a Busby o Edwards: culpó a Longson por proporcionar muy pocas entradas y asientos para las esposas de los jugadores y el personal, incluidas las suyas y las de Taylor.
Clough y Taylor esperaban destituir a Longson como presidente, como lo habían hecho con Ord siete años antes, pero fracasaron. En la noche del día 15, tanto Clough como Taylor dimitieron, y la renuncia fue aceptada por Sam Longson a la mañana siguiente. La plantilla del Derby reaccionó reuniéndose y escribiendo un comunicado dirigido a la directiva pidiendo la vuelta de Clough y Taylor, mientras que la afición organizó la campaña Bring Back Clough ("traed de vuelta a Clough"), y que exigieron la renuncia de la junta junto con la reincorporación de Clough y Taylor en el siguiente partido en casa contra el Leicester City cuatro días después. Esa noche, Clough apareció en Parkinson y atacó a los directores de fútbol por su aparente "falta de conocimiento" del fútbol.
Esa semana, Clough, como experto en fútbol televisivo, llamó memorablemente al portero de la selección polaca, Jan Tomaszewski, un "payaso de circo con guantes" antes del crucial partido de clasificación para la Copa del Mundo con Inglaterra en Wembley. El partido, que Inglaterra tenía que ganar para clasificarse para la Copa Mundial de 1974 que se celebraría en Alemania Occidental, terminó 1-1, y Tomaszewski hizo numerosas paradas magníficas, algunas de ellas de manera poco convencional, para asegurar que su nación se clasificara a expensas de Inglaterra. Cuando el comentarista Brian Moore dijo: «Lo llamas payaso, Brian, pero salvó su parte», Clough insistió: «¿Lo querrías en tu equipo todas las semanas?».
Los seis años en el Derby County habían llevado a Clough a la atención del mundo del fútbol en general. Según James Lawton, "Derby fue la creación salvaje de Brian Clough. Allí fue un gerente joven y urgente que había hecho un trabajo impresionante en lo profundo de su pequeño rincón del mundo en Hartlepools. Se fue rodeado de fascinación y gran celebridad: abrasivo, exasperante, pero enchufado, inamoviblemente, en una vena de la nación".

### Brighton & Hove Albion
Las campañas de jugadores y afición resultaron infructuosas ya que Clough y Taylor ficharon por el Brighton & Hove Albion de la tercera división, pero fue tal la lealtad a Clough que el equipo de ojeadores y demás cuerpo técnico les acompañó en su nuevo periplo. Clough estuvo allí solamente desde noviembre de la temporada 1973-74 hasta el fin de la misma, en la que obtuvo unos resultados discretos consiguiendo 32 puntos en 32 partidos, con solo 12 victorias, y dejando al equipo en 19.ª posición. Especialmente dolorosa fue la derrota por 2-8 frente al Bristol Rovers el 1 de diciembre de 1973. En las dos siguientes temporadas quedó a cargo del club Peter Taylor, lo cual implicó que, por primera vez desde 1965, Clough y Taylor trabajaran por separado.

### Leeds United
El año siguiente, el entrenador del Leeds United, Don Revie, que llevaba dieciséis años en el club entre su etapa de jugador y la de entrenador, se convirtió en seleccionador inglés. El 22 de julio de 1974, el elegido para ocupar el puesto vacante fue Brian Clough. Revie, al que Clough siempre había criticado el estilo y juego sucio de su equipo pidiendo incluso el descenso de categoría por ello, era muy querido en Leeds, y los jugadores se mantuvieron fieles a él dificultando la adaptación del nuevo entrenador. Esto además chocó con la arrogancia de Clough, que el primer día en el vestuario dijo a los jugadores: «Hasta donde yo sé, podéis tirar todas esas medallas que habéis ganado estos años a la basura, ya que las ganasteis todas robando».
Al llegar a Elland Road, Clough fichó a jugadores que ya había entrenado como John McGovern y John O'Hare, le dijo al portero, Dave Harley, que estaba intentando fichar a Peter Shilton para su puesto, y pretendía volver a fichar a Colin Todd en sustitución de Norman Hunter. El propio Clough reconoció más tarde que «intentó hacer en unos minutos lo que debería haber llevado meses, o incluso años», opinión que compartirían algunos de sus jugadores como Hunter o Gordon McQueen. Otro motivo que Clough señaló para tratar de explicar la falta de éxito en Leeds fue la falta de Taylor como su ayudante, causa que también apuntó McGovern, que conocía bien a la pareja de entrenadores al haber estado toda su carrera con ellos.
Los resultados fueron desastrosos en el inicio de liga para un equipo que era el vigente campeón: una victoria y dos empates en las seis primeras jornadas. El detonante de su despido fue un empate en casa en la Copa de la Liga frente al Huddersfield Town de la tercera división inglesa, en el que llegó a alinear a todos sus jugadores estrella; así, tras 44 días en el cargo, fue cesado con un finiquito de 98 000 libras, una gran cantidad en ese momento. Hasta los seis partidos sin victoria de Darko Milanič en 2014, en el que duró en el cargo 32 días hasta su despido, Clough ostentaba el récord negativo de ser el entrenador menos exitoso del club.

Hoy es un día espantoso... para el Leeds United.
Brian Clough, el día de su despido del Leeds.

En la noche de su despido, Clough discutió su corto reinado en Elland Road en el programa de noticias Calendar de Yorkshire Television. Revie también participó en la transmisión en vivo y los dos entrenadores pasaron tanto tiempo debatiendo la práctica de gestión entre sí como con el anfitrión, Austin Mitchell. Describiendo esta entrevista televisada como la culminación de la amarga rivalidad entre los dos hombres, el periodista Roger Hermiston declaró: «Fue como ver a una pareja discutiendo a punto de divorciarse».

### Nottingham Forest
El 6 de enero de 1975, unas dieciséis semanas después de su salida del Leeds, aceptó una oferta para entrenar a un equipo de la Segunda División Inglesa, el Nottingham Forest, que cesó a Allan Brown tres días antes tras perder por 0-2 el derbi de Nottingham. Clough trajo a Jimmy Gordon para ser el entrenador del equipo, como lo fue en Derby y Leeds. En su primer partido a cargo del equipo, logró una victoria a domicilio por la mínima ante el Tottenham Hotspur, en el replay de la tercera ronda de la FA Cup con un gol del delantero centro escocés, Neil Martin.
En el equipo ya se encontraba Ian Bowyer, un jugador que ya había ganado un par de torneos domésticos y una Recopa de Europa con el Manchester City, y que sería uno de los hombres clave en los futuros éxitos de los Forest. Al mes siguiente, volvió a fichar a John McGovern y John O'Hare, a los que había llevado él a Leeds y mantuvo a John Robertson y Martin O'Neill, que estaban en venta por petición propia aún con Allan Brown al frente del club. También se encontraba en la plantilla Viv Anderson, que había debutado recientemente en el primer equipo y que se convertiría en un habitual bajo las órdenes de Clough. Tony Woodcock, en el inicio de su carrera, acabó yéndose cedido al Lincoln City al no ser considerado por Clough. El equipo estaba en mitad de la tabla en el momento de su llegada —13.º— y acabó la temporada salvándose, no sin apuros, del descenso a tercera, acabando en 16.º lugar.
En julio de 1975, se hizo con los servicios del veterano defensa, Frank Clark, sin tener que pagar traspaso. Y la temporada siguiente, la 1975-76, fue su primera completa y mejoró los registros de la anterior, finalizando en un meritorio 8.º lugar, cuatro puestos por delante de un Chelsea que descendió la temporada anterior tras doce años consecutivos en la máxima categoría en los que ganó una FA Cup (1969/70) y, su primer título continental, una Copa de la UEFA (1970/71). Fue en esta temporada que Clough hizo a McGovern capitán del equipo durante bastante tiempo, tomando el relevo de Bob Chapman y Liam O'Kane, que se lesionaron.
Al finalizar la temporada, Peter Taylor, que hasta entonces seguía entrenando al Brighton & Hove Albion, volvió a formar pareja con Clough, uniéndose al Forest como asistente, y a su vez como ojeador de talentos del club. Una vez evaluó a los jugadores de la plantilla, le dijo a Clough: «Fue una hazaña para vosotros terminar octavos en la Segunda División porque algunos de ellos son solo jugadores de Tercera División». El mismo Taylor logró encauzar la carrera de Robertson sometiéndolo a una dieta y un régimen de entrenamiento, tras haberle recriminado el permitirse tener sobrepeso y con desilusión, que lo ayudaría a convertirse en un jugador ganador. También reconvirtió a Woodcock, tras su cesión al Lincoln City, en un delantero que llegó a disputar 42 partidos con la selección de Inglaterra cuando inicialmente no era más que un mediocampista reserva. En la primera temporada juntos en City Ground, lograron clasificar tercero al equipo, logrando así el ascenso a Primera División. En septiembre de 1976, adquirió del Birmingham City por 43 000 libras al delantero Peter Withe para venderlo al Newcastle United dos años después por casi seis veces el valor por el que fue fichado, 250 000 libras. Garry Birtles fue su reemplazo, a quien Taylor ojeó cuando jugaba para el modesto Long Eaton United, y que también acabó siendo seleccionado por Inglaterra. En octubre de 1976, siguiendo el consejo de Taylor, Clough compró a Larry Lloyd por 60 000 libras al Coventry City tras haber estado inicialmente cedido en el equipo.

John Robertson era un joven realmente muy poco atractivo. Si un día me encontraba un poco mal, me sentaba al lado suyo. Parecía el maldito Errol Flynn comparado con él, pero le dabas un metro de césped y era un artista. El Picasso de nuestro deporte.
Brian Clough.

Juntos de nuevo, Clough y Taylor llevaron al Forest a nuevas cotas. El primer trofeo del reinado fue la efímera Copa Anglo-Escocesa de 1976/77 en una final a doble partido ante el Leyton Orient con global final de 5-1 disputada en diciembre de 1976. Clough valoró ganar un trofeo ridiculizado como la primera plata del club desde 1959 y dijo que: «Los que dijeron que era un trofeo insignificante estaban absolutamente chiflados. Habíamos ganado algo, y eso marcó la diferencia».
El 7 de mayo de 1977, un gol en propia puerta del jugador del Millwall, Alan Moore, permitió ganar por 1-0 en casa el último partido de liga, lo que mantuvo al equipo 3.º —último puesto de promoción— en la clasificación. Pero debían esperar a que el Bolton Wanderers disputará sus tres partidos restantes por reestructuración de calendario, ya que aún podían rebasarles en la clasificación, por lo que dependían de ellos. Sólo los separaban cuatro puntos, y una derrota bastaría para certificar el ascenso de categoría —se contabilizaban dos puntos por victoria en lugar de tres como en la actualidad—, y el empate a puntos beneficiaba al Forest por tener una diferencia de goles mayor —el Bolton habría necesitado conseguir quince goles y no encajar ninguno entre los tres partidos—. Tras haber ganado el Bolton su primer partido clave ante el Cardiff City por 2-1, era el turno del Wolverhampton Wanderers, que ya eran matemáticamente campeones de división antes del enfrentamiento tras haber empatado con el Chelsea —2.º clasificado y que también logró el ascenso— la jornada anterior. Tan solo un gol le bastó a los Wolves para hacerse con la victoria: el efectuado por Kenny Hibbit tras una jugada ensayada de tiro libre con Willie Car como ejecutor. La derrota del Bolton cogió a los jugadores del Forest en mitad del vuelo hacia Mallorca, como descanso de final de temporada. Como dato, la puntuación obtenida por el equipo durante esa temporada para lograr el ascenso fue la quinta más baja en toda la historia de la Segunda División.
|   |                         | PJ | PG | PE | PP | GF | GC | DG  | Pts |
| - | ----------------------- | -- | -- | -- | -- | -- | -- | --- | --- |
| 1 | Wolverhampton Wanderers | 42 | 22 | 13 | 7  | 84 | 45 | +39 | 57  |
| 2 | Chelsea                 | 42 | 21 | 13 | 8  | 73 | 53 | +20 | 55  |
| 3 | Nottingham Forest       | 42 | 21 | 10 | 11 | 77 | 43 | +34 | 52  |
| 4 | Bolton Wanderers        | 42 | 20 | 11 | 11 | 75 | 54 | +21 | 51  |
| 5 | Blackpool               | 42 | 17 | 17 | 8  | 58 | 42 | +16 | 51  |
| 6 | Luton Town              | 42 | 21 | 6  | 15 | 67 | 48 | +19 | 48  |

|  | Campeón de división y ascenso |
|  | Ascenso                       |

Para preparar el regreso del Forest a la élite, Clough y Taylor se reforzaron con una serie de jugadores que eran aptos para un recién ascendido, ya fuera porque eran desconocidos, demasiado veteranos o que hasta entonces no habían rendido a su máximo nivel. Taylor observó en secreto a Kenny Burns y concluyó que la reputación que tenía en su momento de bebedor y jugador empedernido era desproporcionada, por lo que acabó siendo adquirido del Birmingham City en julio de 1977 por 150 000 libras. Al término de la temporada, Burns acabaría ganando el Premio FWA al futbolista del año tras haber vuelto a ser reconvertido en defensa central —comenzó su carrera como defensa pero acabó reconvertido en delantero centro en el Birmingham—. El equipo comenzaría su regreso a la máxima categoría con una victoria en casa ante el Everton por 3-1; seguiría con dos victorias más en liga —una de ellas de local por 3-0 ante el Derby County— y otra en la FA Cup, sin encajar ningún gol en contra, para luego recibir cinco en los dos próximos partidos al perder contra el Arsenal a domicilio por 3-0 y volver a ganar en City Ground por 3-2 al Wolverhampton Wanderers. Entonces, ficharon a Peter Shilton por la cantidad de 325 000 libras, una cifra récord para un portero, y al que Clough ya había pretendido. Sobre el jugador, Taylor dijo: «Shilton gana partidos», y tendría razón ya que el portero solamente concedería 20 goles en contra en liga. John Middleton, de 20 años, era el portero titular hasta la llegada de Shilton y un mes después acabaría formando parte en la operación de fichaje del escocés, Archie Gemmill —que ya fue anteriormente fichado por ellos—, efectuando su intercambio al Derby County más 25 000 libras.
El Forest sólo perdió tres de sus primeros dieciséis partidos de liga, siendo el último un 0-1 contra el Leeds United el 19 de noviembre de 1977. Desde entonces y hasta el final de la temporada, únicamente perderían un partido, el de la sexta ronda de la FA Cup disputada el 11 de marzo de 1978, por 0-2 ante el West Bromwich Albion. De ese modo, y con los también primeros dieciséis partidos de la temporada siguiente en el que no verían la derrota, establecieron un récord inglés de 42 partidos de liga invictos —del 26 de noviembre de 1977 al 9 de diciembre de 1978—, superando el establecido por el Burnley con 35 en 1920-21 y que, 26 años después, acabaría siendo el Arsenal de Arsène Wenger en agosto de 2004 —un mes antes del fallecimiento de Clough— el que superara la cifra con 49 partidos sin conocer la derrota.
Finalmente, el equipo se proclamó campeón de liga con una ventaja de siete puntos sobre el 2.º, que era el Liverpool. De este modo, se convirtieron en uno de los pocos equipos —y el más reciente hasta la fecha— en ganar el título de campeones de Primera División el mismo año de su ascenso, y el único equipo en serlo sin haber sido campeón de Segunda División el año anterior. Por lo que respecta a Clough, se convirtió en el tercer entrenador en ganar el título con dos equipos diferentes. El Forest tan solo encajaría 24 goles en contra en 42 partidos de liga, recibiendo la única derrota por goleada en la 4.ª jornada de liga ante el Arsenal, por un 0-3 en Highbury, y un abultado empate a 3 a domicilio ante el Norwich City en la 29.ª jornada —el equipo recibió el 25 % de los goles en contra en dos partidos—. Anteriormente, el 22 de marzo de 1978, lograron la Copa de la Liga al derrotar al Liverpool por 1-0  en el replay jugado en Old Trafford —tras empatar a 0 cuatro días antes en Wembley— con gol de penalti ejecutado por Robertson, a pesar de que Shilton, Gemmill y Needham —fichado en diciembre de 1977 por 140 000 libras al Queens Park Rangers— no jugaron, siendo jugadores clave en el esquema del equipo. En el lugar de Shilton, el encargado de cubrir la portería fue Chris Woods, que mantuvo la portería imbatida en ambos partidos. McGovern, que era el capitán, se perdió el partido por lesión, y fue Burns el que levantó el trofeo como segundo capitán. De ese modo, el equipo recién ascendido logró un doblete.
|   |                   | PJ | PG | PE | PP | GF | GC | DG  | Pts |
| - | ----------------- | -- | -- | -- | -- | -- | -- | --- | --- |
| 1 | Nottingham Forest | 42 | 25 | 14 | 3  | 69 | 24 | +45 | 64  |
| 2 | Liverpool         | 42 | 24 | 9  | 9  | 65 | 34 | +31 | 57  |

El Forest comenzaría la temporada siguiente logrando la Charity Shield —actual Community Shield— con una victoria aplastante por 5-0 ante el Ipswich Town. En la Copa de Europa fue emparejado en la primera eliminatoria con el ganador de las dos anteriores ediciones, el Liverpool. Los goles de Birtles y Barret para los Forest en el primer partido de la eliminatoria y un empate a 0 en el segundo, sirvieron para eliminar al vigente campeón. El 9 de diciembre, el mismo Liverpool fue el encargado de acabar con la racha de partidos invicto con un 0-2 en Anfield.
La temporada siguiente revalidaron el título de la Copa de la Liga ganando 3-2 al Southampton, pero no pudieron hacer lo mismo en la liga, quedando esta vez subcampeones por detrás del Liverpool. Sin embargo el mayor éxito se obtuvo en su primera participación en la Copa de Europa, que ganaron al Malmö F. F. en el Estadio Olímpico de Múnich gracias a un gol de Trevor Francis. Francis fue fichado en febrero de ese mismo año, siendo reconocido como el primer jugador inglés por el que se pagó un millón de libras, si bien Clough aseguró que el coste fueron 999.999 libras, para quitarle presión al jugador.

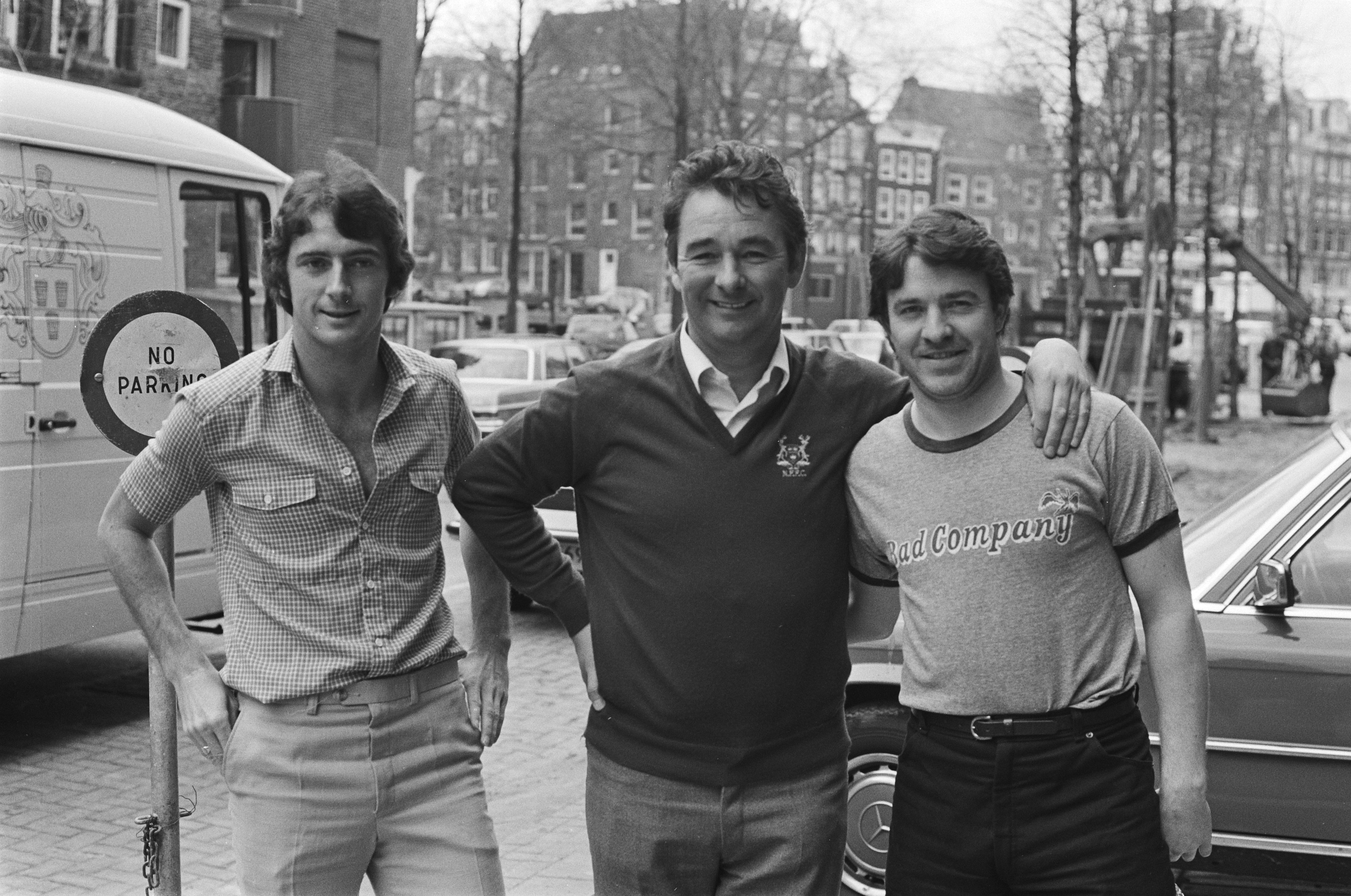
Trevor Francis, Brian Clough y John Robertson, 1980.

El triunfo en la Copa de Europa dio acceso al Forest a disputar la Supercopa de Europa, que ganaron al F. C. Barcelona, la Copa Intercontinental, que rechazó jugar, y el pase a la Copa de Europa del año siguiente como campeón vigente. En 1980 el mayor éxito también fue en el máximo torneo continental a nivel de clubes, que volvieron a ganar, esta vez en el Estadio Santiago Bernabéu de Madrid al Hamburgo S. V. de Kevin Keegan, gracias a un gol de John Robertson y a una gran actuación de Peter Shilton. Además, quedaron subcampeones de la Copa de la Liga al perder 1-0 con los Wolverhampton Wanderers. En 1982 Peter Taylor abandonó el club para entrenar, de nuevo en solitario, al Derby County.
No fue hasta la temporada 1988-89 cuando Clough consiguió un nuevo título, fue la Copa de la Liga por tercera vez, frente al Luton Town. Esa temporada el Forest estuvo cerca del triplete, pero al final fue eliminado de la FA Cup en semifinales tras la tragedia de Hillsborough y terminó en tercer puesto en la liga. Además, tras un partido de copa frente al Queens Park Rangers Football Club, Clough agredió a unos aficionados que habían invadido el campo, por lo que fue multado con 5000 libras y la prohibición de sentarse en el banquillo hasta final de temporada. El año siguiente volvió a conseguir la Copa de la Liga, frente al Oldham Athletic. En los años 1991 y 1992 el Forest alcanzó las finales de la FA Cup y la Copa de la Liga, perdiendo ambas por la mínima frente a Tottenham Hotspur y Manchester United, respectivamente.
La temporada 1992-93 fue la decimoctava temporada de Brian Clough al frente del Nottingham Forest y la última. Debido a múltiples razones como la venta de jugadores clave como Teddy Sheringham o Des Walker y el avanzado grado de alcoholismo que sufría el propio entrenador, el equipo sufrió un declive acelerado estando colista toda la temporada. Una derrota por 2-0 frente al Sheffield United supuso el descenso de categoría después de 16 temporadas en la cumbre. Clough se retiró al finalizar esa temporada.

## Selección nacional
Fue internacional con la selección de fútbol de Inglaterra en dos ocasiones, ambas en 1959. Jugó dos partidos (contra Gales en Ninian Park y contra Suecia en Wembley), en los que no consiguió marcar. Clough se quejó en varias ocasiones de lo que él consideraba pocas apariciones internacionales para un delantero con sus números.
Anteriormente, entre 1957 y 1958 había jugado tres partidos con la selección inglesa sub-23 frente a Escocia, Bulgaria y Gales, anotando un gol contra esta última. También en 1957 jugó un partido con la selección B de Inglaterra contra la selección B escocesa, en el que consiguió un gol colaborando a la victoria pross por 4-1.
En su época de entrenador fue el eterno candidato al puesto de seleccionador nacional, pero en ningún momento de su carrera obtuvo el cargo. En determinados instantes hubo mucha presión de gran parte de prensa, afición y personalidades en favor de la opción de que Clough dirigiera a la selección. Una de las posibles razones de su no elección fueron sus continuas declaraciones y estilo polémico, que no gustaban en la FA.

Estoy seguro de que los encargados de elegir al seleccionador inglés pensaron que si me daban el cargo, hubiera querido manejar el cotarro. Fueron perspicaces, porque es exactamente lo que hubiera hecho.
Brian Clough.

## Retiro y muerte
Clough abandonó el Nottingham Forest en 1993 y fue sustituido por el que fuera jugador suyo, Frank Clark. La retirada fue definitiva, a pesar de que estuvo cerca de regresar a los banquillos en 1995 para sustituir a Graham Taylor en el Wolverhampton Wanderers. Poco después de retirarse, se vio envuelto en una investigación sobre irregularidades en el traspaso de Teddy Sheringham junto al entrenador Terry Venables y al empresario Alan Sugar, ambos ligados entonces al Tottenham Hotspur.

¿Caminar sobre el agua? Supongo que mucha gente estará diciendo que en vez de caminar sobre ella, debería haberla tomado más en mis bebidas. Tienen toda la razón.
Brian Clough.

La jubilación de Brian estuvo marcada por la lucha contra el alcoholismo que sufría desde dos décadas atrás. En 2002 lanzó una autobiografía titulada Cloughie: Walking on water en la que además de repasar toda su carrera ahonda en el problema con la bebida. En 2003, con 67 años, le fue diagnosticado un cáncer de hígado gravemente dañado tras tantos años de alcoholismo, de forma que le auguraron dos meses de vida si no se sometía a un trasplante, que se realizó poco más tarde.
El trasplante fue exitoso, pero Brian sólo pudo sobrevivir 21 meses hasta que un cáncer de estómago terminó con su vida el 20 de septiembre de 2004 en el hospital de Derby, donde había ingresado días antes. Su funeral estaba previsto en la Catedral de Derby, pero fue trasladado al Pride Park Stadium para albergar a las más de 14.000 personas que acudieron a despedirle.

### Homenajes

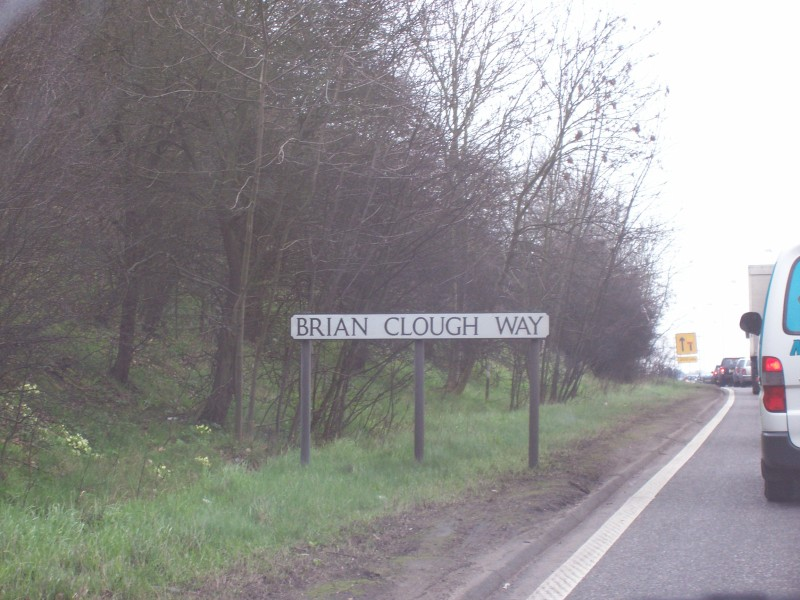
Señal de la carretera que une Nottingham y Derby que lleva el nombre de Clough.

- Una de las tribunas del estadio del Nottingham Forest, The City Ground, fue re-edificada en 1980 con el nombre de Brian Clough Stand. Es la mayor grada del estadio, con capacidad para casi 10 000 espectadores.[49][50]

- En 1990 le fue otorgado el doctorado honoris causa por la Universidad de Nottingham, en la disciplina británica Master of Arts (MA).[51]

- En 1991 recibió la Orden del Imperio Británico con el rango de oficial.[3] Esto le permitía que le trataran oficialmente añadiendo las iniciales OBE (Officer of the British Empire) tras su nombre. Clough decía que las iniciales debían ser de su apodo Old Big 'Ead ("viejo creído").[52]

- En 1993 recibió el título honorífico Freedom of Nottingham, similar al hijo adoptivo español. Diez años más tarde también obtendría el mismo título de la ciudad de Derby.[53]

- El 1 de julio de 2004, el tranvía #215 de la ciudad de Nottingham fue renombrado con el nombre de Brian Clough.[54]

- El tramo de la carretera A52 que une Derby y Nottingham, las dos ciudades —con gran rivalidad futbolística entre ellas— en las que triunfó Clough como entrenador, pasó a llamarse Brian Clough Way en agosto de 2005.[55]

- El 31 de julio de 2007 se inauguró el Brian Clough Trophy. Se trata de un trofeo que se otorga aprovechando cada partido que tengan que jugar Nottingham Forest y Derby County.[56]

- El 16 de mayo de 2007 la ciudad de Middlesbrough erigió una estatua de Clough en Albert Park tras conseguir 65.000 libras a través de donaciones.[57] El 6 de noviembre de 2008 se inauguró otra estatua en Nottingham, también con fondos voluntarios que recaudaron 70.000 libras.[58] Ese mismo año se inició una campaña para erigir una estatua de Clough y Peter Taylor en Derby, a las afueras del Pride Park Stadium.[59]

- En la música, cine, literatura y otras artes ha habido varias referencias a Clough:
  - Eric Idle, de Monty Python, imitó en varias ocasiones a Clough,[60] como en We love the Yangtse (1972) o en un episodio de Monty Python Flying Circus (1974).
  - Cloughie, canción de Bill Oddie del disco I'm sorry I'll read that again (1973).[61]
  - Brian Clough's football fortunes, videojuego desarrollado por CDS Software para Commodore 64 (1987).[62]
  - Cloughie is a bootboy!, canción de Toy Dolls del disco Wakey Wakey (1989).[63]
  - Give him a ball and a yard of grass, canción de The Sultans of Ping FC, del álbum Casual sex in the cineplex (1993).[64]
  - Brian Clough's CV, canción de Robert Steadman del disco Nottingham songbook (2000).[65]
  - Old Big 'Ead in the spirit of the man, obra de teatro de Stephen Lowe (2005).[66]
  - The Damned Utd., libro de David Peace sobre su etapa en el Leeds (2006).[67] Más tarde Tom Hooper lo llevaría al cine con la película de 2009 The Damned United.[68]
  - Provided you don't kiss me, libro del periodista Duncan Hamilton (2007).[69]
  - Young man, you've made my day, libro de Marcus Alton (2008).[70]

## Vida personal y familia
En ocasiones he sido un poco creído. Creo que la mayoría de la gente lo es cuando pasan al primer plano. Me llamo a mi mismo Old Big 'Ead ("viejo creído") sólo para recordarme no volver a serlo.
Brian Clough.

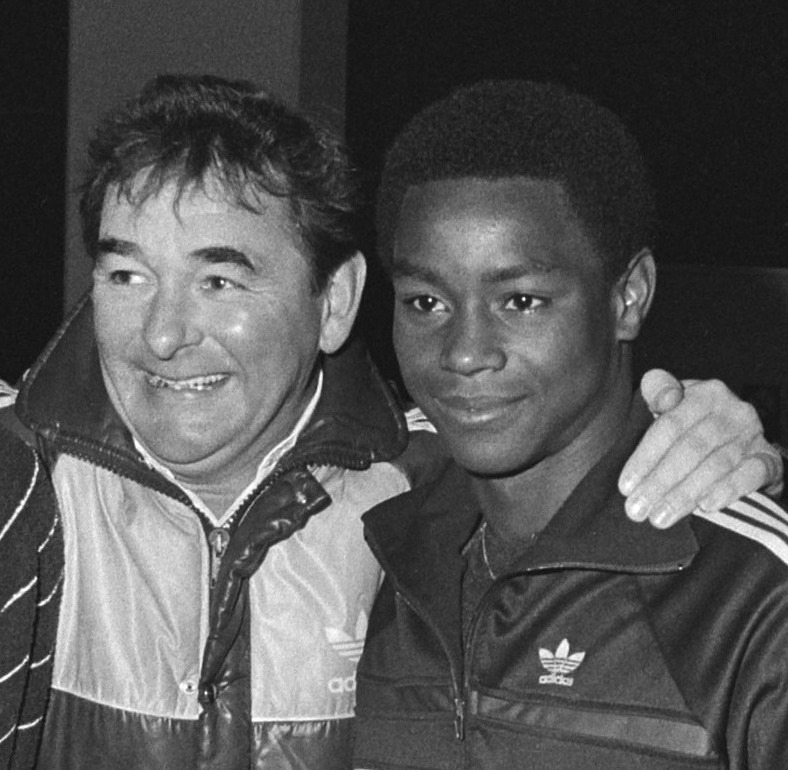
Clough y el futbolista Chris Fairclough en 1983.

Clough fue un entrenador polémico por sus habituales declaraciones francas y políticamente incorrectas. Varios de los presidentes de los clubes en los que entrenó, especialmente Sam Longson del Derby, le rogaban que se abstuviera de sus controvertidas declaraciones en la prensa. Brian murió dejando un extenso legado de sus humorísticas y arrogantes citas célebres. Por todo esto Clough es conocido por su apodo Old Big 'Ead ("viejo creído"), que él mismo utilizaba para sí.
Políticamente, Clough siempre mostró una ideología socialista, llegando a serle ofrecido en dos ocasiones un puesto en el Partido Laborista para ser candidato al parlamento inglés. Firmó el manifiesto de fundación apoyando a la Anti-Nazi League, una organización política de izquierdistas que tuvo su apogeo a finales de los años 1970. Clough también era un habitual de las marchas de apoyo a las huelgas de mineros, incluso formando parte de los piquetes de estas.
Brian se casó con su mujer Barbara el 4 de abril de 1959, que recordaba como «el más feliz de su vida». Ese mismo día, después de la boda, jugó un partido con el Middlesbrough frente al Leyton Orient, en el que marcó un gol. Con Barbara tuvo tres hijos, Simon (nacido en 1964), Nigel (nacido en 1966) y Elizabeth (nacida en 1967). Nigel fue un jugador internacional con la selección inglesa y estuvo a las órdenes de Clough durante nueve años en el Nottingham Forest. Más tarde fue entrenador, y en 2009 fue contratado por el Derby County siguiendo los pasos de su padre.

### Peter Taylor
Peter Taylor coincidió con Clough en el Middlesbrough F. C., donde jugaba de portero, y más tarde fue el ayudante de Brian cuando este entrenaba al Hartlepool United. Ambos desarrollaron una gran amistad personal, además de los buenos resultados que consiguieron en su carrera profesional. Taylor tenía un gran talento para descubrir y elegir buenos jugadores, por lo que fue el responsable de la mayoría de los fichajes en los equipos en los que estuvo.
Su relación empezó a deteriorarse en 1980, cuando Taylor publicó su autobiografía sin avisar a Clough. Sin embargo siguieron trabajando juntos hasta que Taylor se retiró al finalizar la temporada 1981-82. Seis meses más tarde Taylor aceptó una oferta para entrenar al Derby County, y en mayo de 1983 contrató a John Robertson del Nottingham Forest a espaldas de Clough, lo que supuso su ruptura total de relaciones. Unos meses antes, el Derby de Taylor había ganado 2-0 al Forest de Clough en la tercera ronda de la FA Cup.
Clough y Taylor estuvieron sin hablarse hasta la muerte de este último en 1990, cuando estaba de vacaciones en Mallorca. Clough enmudeció y lloró al enterarse de su muerte cuando su ayudante en el Forest le informó. Más tarde le dedicaría su autobiografía y le rendiría tributo cuando le fueron otorgadas varias distinciones. Clough consiguió todos sus grandes éxitos en las etapas en las que su ayudante era Peter Taylor.

## Estadísticas

### Como jugador
| Club                | Año     | Liga  | Liga  | FA Cup | FA Cup | Copa de la Liga | Copa de la Liga | Total | Total |
| Club                | Año     | Part. | Goles | Part.  | Goles  | Part.           | Goles           | Part. | Goles |
| ------------------- | ------- | ----- | ----- | ------ | ------ | --------------- | --------------- | ----- | ----- |
| Middlesbrough F. C. | 1955-56 | 9     | 3     | -      | -      | -               | -               | 9     | 3     |
| Middlesbrough F. C. | 1956-57 | 41    | 38    | 3      | 2      | -               | -               | 44    | 40    |
| Middlesbrough F. C. | 1957-58 | 40    | 40    | 2      | 2      | -               | -               | 42    | 42    |
| Middlesbrough F. C. | 1958-59 | 42    | 43    | 1      | 0      | -               | -               | 43    | 43    |
| Middlesbrough F. C. | 1959-60 | 41    | 39    | 1      | 1      | -               | -               | 42    | 40    |
| Middlesbrough F. C. | 1960-61 | 40    | 34    | 1      | 0      | 1               | 2               | 42    | 36    |
| Middlesbrough F. C. | Total   | 213   | 197   | 8      | 5      | 1               | 2               | 222   | 204   |
| Sunderland A. F. C. | 1961-62 | 34    | 29    | 4      | 0      | 5               | 5               | 43    | 34    |
| Sunderland A. F. C. | 1962-63 | 24    | 24    | -      | -      | 4               | 4               | 28    | 28    |
| Sunderland A. F. C. | 1963-64 | -     | -     | -      | -      | -               | -               | -     | -     |
| Sunderland A. F. C. | 1964-65 | 3     | 1     | -      | -      | -               | -               | 3     | 1     |
| Sunderland A. F. C. | Total   | 61    | 54    | 4      | 0      | 9               | 9               | 74    | 63    |
| Total               | Total   | 274   | 251   | 12     | 5      | 10              | 11              | 296   | 267   |

| Selección                  | Año         | Partidos | Goles |
| -------------------------- | ----------- | -------- | ----- |
| Selección sub-23 inglesa   | 1957 - 1958 | 3        | 1     |
| Selección B inglesa        | 1957        | 1        | 1     |
| Selección absoluta inglesa | 1959        | 2        | 0     |
| Total                      | Total       | 6        | 2     |

### Como entrenador
| Club                   | Año       | Partidos | Partidos | Partidos | Partidos |
| Club                   | Año       | J        | G        | E        | P        |
| ---------------------- | --------- | -------- | -------- | -------- | -------- |
| Hartlepool United      | 1965-1967 | 84       | 35       | 13       | 16       |
| Derby County           | 1967-1973 | 289      | 135      | 70       | 84       |
| Brighton & Hove Albion | 1973-1974 | 32       | 12       | 8        | 12       |
| Leeds United           | 1974-1974 | 7        | 1        | 3        | 3        |
| Nottingham Forest      | 1975-1993 | 907      | 411      | 246      | 250      |
| Total                  | Total     | 1319     | 594      | 340      | 385      |

## Palmarés

### Como entrenador
No diría que fui el mejor entrenador. Pero estaba dentro del top 1.
Brian Clough.

#### Trofeos nacionales
| Título                          | Club              | País       | Año     |
| ------------------------------- | ----------------- | ---------- | ------- |
| Football League Second Division | Derby County      | Inglaterra | 1968-69 |
| Watney Cup                      | Derby County      | Inglaterra | 1970-71 |
| Football League                 | Derby County      | Inglaterra | 1971-72 |
| Football League Cup             | Nottingham Forest | Inglaterra | 1978    |
| Football League                 | Nottingham Forest | Inglaterra | 1977-78 |
| Community Shield                | Nottingham Forest | Inglaterra | 1978    |
| Football League Cup             | Nottingham Forest | Inglaterra | 1979    |
| Football League Cup             | Nottingham Forest | Inglaterra | 1989    |
| Full Members Cup                | Nottingham Forest | Inglaterra | 1989    |
| Football League Cup             | Nottingham Forest | Inglaterra | 1990    |
| Full Members Cup                | Nottingham Forest | Inglaterra | 1992    |

#### Trofeos internacionales
| Título              | Club              | Sede      | Año     |
| ------------------- | ----------------- | --------- | ------- |
| Copa de Europa      | Nottingham Forest | Múnich    | 1978-79 |
| Supercopa de Europa | Nottingham Forest | Barcelona | 1979    |
| Copa de Europa      | Nottingham Forest | Madrid    | 1979-80 |

- Copa Texaco/Copa Anglo-Escocesa (2):

1972 con el Derby County
1977 con el Nottingham Forest

#### Clasificaciones de los mejores entrenadores de todos los tiempos
| Premio          | Posición | Top 10 | Año  | Referencias   |
| --------------- | -------- | ------ | ---- | ------------- |
| ESPN            | 3°       | Sí     | 2013 | [ 80 ] [ 81 ] |
| France Football | 15°      | No     | 2019 | [ 82 ] [ 83 ] |
| World Soccer    | 17°      | No     | 2013 | [ 84 ] [ 85 ] |

## Lecturas relacionadas
- Peace, David (17 de agosto de 2006). The Damned Utd. (en inglés). Faber and Faber. ISBN 0571224261.
- Hamilton, Duncan (1 de mayo de 2007). Provided you don't kiss me (en inglés). Fourth Estate Ltd. ISBN 0007247109.
- Alton, Marcus (diciembre de 2008). Young man, you've made my day (en inglés). Bookcase Editions. ISBN 0954782054.
- Shaw, Don (7 de mayo de 2009). Clough's war (en inglés). Ebury Press. ISBN 9780091928636.